# Gernicourt
Gernicourt é uma ex-comuna francesa na região administrativa de Altos da França, no departamento de Aisne. Estendeu-se por uma área de 7,47 km². Em 2010 a comuna tinha 50 habitantes (densidade: 6,7 hab./km²).
Em 1 de janeiro de 2017 foi fundida com a comunas de Cormicy, em Marne.